# 27. domobranski pehotni polk (Avstro-Ogrska)
Za druge 27. polke glejte 27. polk.
27. domobranski pehotni polk (izvirno nemško k.k. Landwehr Infanterie Regiment Nr. 27; dobesedno slovensko: Cesarsko-kraljevi deželnobrambovski pehotni polk št. 27) je bil gorski pehotni polk avstro-ogrskega Domobranstva.

## Zgodovina
Polk je bil ustanovljen leta 1901 in bil nastanjen v Domobranski vojašnici na današnji Roški cesti v Ljubljani.

### Prva svetovna vojna
Polkovna narodnostna sestava leta 1914 je bila sledeča: 86% Slovencev in 14% drugih. Naborni okraj polka je bil v Ljubljani in v Trstu, pri čemer so bile polkovne enote garnizirane v Ljubljani.
Od začetka je polk pripadal cesarsko-kraljevim gorskim enotam. Polk je sodeloval tudi v avstro-ogrski kazenski ekspediciji leta 1916 proti italijanskim položajem na Južnem Tirolskem..
11. aprila 1917 je bil polk preimenovan v 2. gorski strelski polk.

## Poveljniki polka
- 1914: Karl Zaradniczek[1]